# 무잉가주

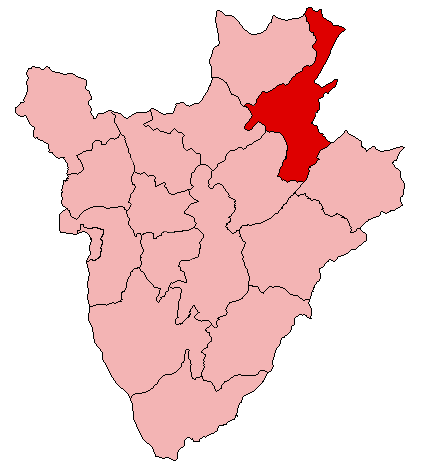
무잉가 주의 위치

무잉가주(Muyinga)는 부룬디 북동부에 위치한 주로, 주도는 무잉가이며 면적은 1,836km2, 인구는 485,347명(1999년 기준)이다. 북쪽으로는 르완다 동부 주, 동쪽으로는 탄자니아 카게라 주, 남동쪽으로는 캉쿠조 주, 남서쪽으로는 카루지 주, 서쪽으로는 응고지 주, 북서쪽으로는 키룬도 주와 접하며 7개 코뮌(부히뉴자, 부티힌다, 가쇼호, 가소르웨, 기테라니, 무잉가, 음와키로)을 관할한다.